# ホセ・サナブリア
ホセ・サナブリア（Jose Sanabria、1963年2月16日 - ）は、ベネズエラの男性プロボクサー。カラボボ州モロン出身。元IBF世界スーパーバンタム級王者。

## 来歴
1984年3月30日、サナブリアはデビュー戦を行い4回判定勝ちで白星でデビューを飾った。
12戦目には活動拠点を母国ベネズエラからアメリカニューヨークに移住。
1987年12月27日、世界初挑戦を韓国浦項市でIBF世界スーパーバンタム級王者李承勲と対戦し12回0-3の判定負けで王座獲得に失敗した。
1988年5月21日、コロンビアブカラマンガのビンセンテ・ディアス・ロメロ・コロシアムでIBF世界スーパーバンタム級王座決定戦をモイセス・フェンテス・ロチャと行い、6回終了時棄権で王座獲得に成功した。
1988年8月21日、イタリアシチリア州カーポ・ドルランドでビセンゾ・ベルカストロと対戦し12回2-1の判定勝ちで初防衛に成功した。
1988年9月26日、フランスウール＝エ＝ロワール県のパライス・デス・スポーツでファブリス・ベニシュと対戦し10回2分50秒ベニシュの負傷TKO勝ちになり逆転での2度目の防衛に成功した。
1988年11月11日、ノール県グラヴリーヌのラ・サルデゥ・スポーティカでティエリー・ヤコブと対戦し6回1分0秒逆転TKO勝ちで3度目の防衛に成功した。
1989年3月10日、オート＝ヴィエンヌ県リモージュのパライス・デス・スポーツ・ベウブランクでファブリス・ベニシュと再戦し12回1-2の判定負けで4度目の防衛に失敗と1年前のリベンジを許し王座から陥落した。
1990年7月24日、テキサス州サンアントニオでアンフェド・ランフェルとNABF北米フェザー級王座決定戦を行い、12回0-3の判定負けで王座獲得に失敗した。
1991年8月26日、メリーランド州でIBC世界スーパーフェザー級王者エウゲネ・スピードと対戦し12回0-3の判定負けで王座獲得に失敗した。
1993年11月26日、WBAフェデラテンフェザー級王者ルイス・メンドーサと対戦し12回0-3の判定負けで王座獲得に失敗した。
1994年11月22日、USBA全米スーパーフェザー級王者で後のWBC・IBF世界スーパーフェザー級王者になるアルツロ・ガッティと対戦し12回0-3の判定負けで王座獲得に失敗した。
1996年8月30日、ビクター・レレレーナと対戦し10回判定負けを最後に現役を引退した。

## 獲得タイトル
- 第5代IBF世界スーパーバンタム級王座（防衛3度）